# Gràcia Dorel-Ferré
Gràcia Dorel-Ferré (Esparreguera, 1943), és Doctora en Història i ha estat professora i investigadora a les universitats franceses de Reims, Paris 1 i Savoie Mont Blanc. És presidenta de l'APIC (Association pour le patrimoine industriel de Champagne-Ardennes).
Està especialitzada en el patrimoni industrial, en concret, en la recerca sobre el patrimoni industrial a França i Europa. Ha participat entre altres esdeveniments, a les XVIII Jornadas Internacionales INCUNA 2016, també ha participat al Congrés Internacional de pobles obrers i ciutats fàbrica.